# Bavar-373
Bavar-373 ( persan : باور-۳۷۳, ce qui signifie «croyance») est un système de missiles sol-air routier à longue portée iranien dévoilé en août 2016. L'Iran le décrit comme un concurrent du système de missiles S-300. Il est fabriqué par le ministère de la Défense et de la Logistique des forces armées iranien en coopération avec des fabricants locaux et des universités non spécifiés.
Le système a été officiellement dévoilé lors d'une cérémonie à laquelle a assisté le président iranien Hassan Rouhani le 22 août 2019 et a été déclaré opérationnel le même jour.

## Histoire
Après l'interdiction russe d'exporter du S-300 vers l'Iran (levée en 2015), l'Iran décide de développer un système similaire au niveau national: « Nous avons prévu de construire un système de missile de défense aérienne à longue portée similaire au S-300. Par la grâce de Dieu et par les efforts des ingénieurs iraniens, nous atteindrons l'autosuffisance à cet égard ».
Il est révélé plus tard que le nom du système serait Bavar 373. Bavar signifie «croyance» et 373 est le nombre Abjad du nom du prophète Muhammad.
En 2011, Farzad Esmaieli, commandant de la base de Khatam al-Anbia, déclare aux médias iraniens que le développement de ce système a commencé sur ordre direct du chef suprême Ayatollah Khamenei lorsque les premières informations sur l'annulation du contrat S-300 ont été révélées et alors que le personnel iranien était toujours en formation en Russie à ce sujet. Il affirme que le projet a atteint la phase de la conception du prototype et qu'il n'allait pas souffrir des points faibles du S-300. Il poursuit en affirmant que dans le domaine de la détection et des radars, un très bon point est atteint et le ministère de la Défense travaille sur deux ou trois missiles chacun pour une portée et une altitude différentes. Il précise que la conception est complète, que toutes les pièces vont être fabriquées en Iran et que le système dispose d'une bonne capacité à détecter et intercepter les avions ennemis. Selon des sources militaires iraniennes, le système est beaucoup plus performant que la classe S-300P.
Le premier prototype est construit le 22 novembre 2011. L'Iran  annonce que le système a été conçu et construit par le ministère de la Défense, les industries nationales et certaines universités iraniennes. Esmaieli a déclaré que l'Iran ne pensait même plus au S-300 car Bavar-373 était beaucoup plus performant. Des sources iraniennes suggèrent que le Bavar 373 sera mobile, avec quatre missiles chargés sur chaque lanceur du camion mobile.
Le 25 août 2012, un haut responsable militaire iranien annonce que le ministère iranien de la Défense doit équiper les forces armées du pays d'un nouveau système de défense aérienne à longue portée d'ici le 21 mars 2013.
Le 3 septembre 2012, Farzad Esmaili déclara que le développement du système est désormais achevé à 30%.
Le 1er janvier 2013, le même commandant a annoncé que les sous-systèmes du système de défense aérienne artisanal sont en cours de tests en laboratoire.
Esmaili met à jour son estimation en février 2014 et déclare que le système sera prêt à la fin de 2015.
Entretemps, en Août 2016, la Russie livre à l'Iran plusieurs systèmes S-300PMU2 complets, initialement commandés en 2007, les livraisons ayant été suspendues par le Kremlin en rapport aux négociations sur le nucléaire Iranien, l'Iran reçoit un nombre inconnu de bataillons de S-300PMU2, l'une des dernières variantes du système de la famille S-300, avant que la Russie déploie son successeur, le S-400.
Le 21 août 2016, l'Iran révèle les composants de Bavar-373. Selon Janes international : « Bavar-373 affiché le 21 août est clairement un système iranien unique qui semble refléter un investissement considérable dans sa capacité à développer des radars à réseau phasé ». Le système montre une boîte de lancement rectangulaire verticale avec des détails suggérant un système de lancement à chaud, contrairement au lancement à froid utilisé dans un système tel que le S-300.
Le 16 août 2019, le Ministère de la Défense iranien déclare que le Bavar 373 est prêt à être livré aux forces armées iraniennes. Le 22 août 2019, l'Iran dévoile le Bavar-373 lors d'une cérémonie en présence du président Hassan Rohani, du ministre de la Défense, du général de brigade Amir Hatami et d'autres hauts responsables militaires. Les médias d'État iraniens déclarent que « le système de défense antimissile est "bien meilleur" que le système américain Patriot et son homologue russe S-300 ». et que « le système est un concurrent du système de missiles S-300 de la Russie », un système de défense antimissile russe développé il y a plus de quatre décennies et qui devrait être progressivement éliminé au profit des supérieurs S-400 et S-500. Selon le chef de la défense iranienne, le Bavar-373 « peut détecter des cibles ou des avions à plus de 300 km, le verrouiller à environ 250 km, et le détruire à 200 km »
En Avril 2022, un rapport du média britannique The Guardian affirme qu'un système Bavar-373 et plusieurs missiles auraient été livrés à la Russie dans le contexte de l'invasion de l'Ukraine par la Russie,,.

## Conception et sous-systèmes

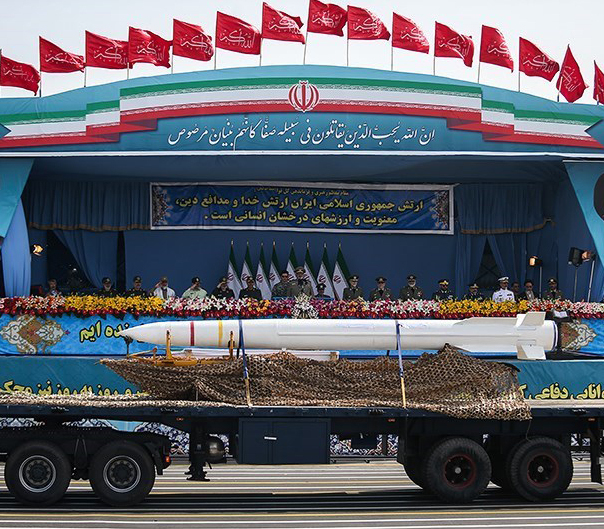
un Bavar-373 présenté au président iranien Hassan Rohani lors du défilé de la Journée de l'armée de la République islamique d'Iran

En avril 2015, l'Iran a dévoilé certains des sous-systèmes de Bavar, qui comprennent le système de commande et de contrôle intelligent Fakour, qui a la capacité de collecter des informations de toutes les sources pertinentes pour la défense aérienne, y compris les radars militaires passifs et actifs (comme le Mersad), la surveillance des signaux, systèmes de missiles et systèmes de commandement et de contrôle.
Le système de communication avancé Rasoul sert à coder les informations, à connecter l'infrastructure du pays et à transférer les informations radar de la scène de bataille aux centres de commandement.
Bavar-373 utilisera le missile Sayyad-4, qui est contenu dans deux cartouches de lancement rectangulaires. Aucune information formelle n'a été donnée à propos de ce missile, mais il apparaît d'après les photos d'actualité que Sayyad-4 est similaire à Sayyad-3 dans les ailes et les surfaces de contrôle, mais il varie légèrement en forme frontale.
Les bidons contenant les missiles Sayyad-4 doivent être transportés sur le camion Zoljanah 10 × 10,.
Bavar-373 utilise un radar phasé pour suivre les cibles aérodynamiques et les missiles balistiques à moyenne et longue portée, monté sur le camion lourd ZAFAR. L'un des radars utilisés dans Bavar-373 est Meraj -4 (Ascension), un radar phasé avec une portée de 450 km qui utilise des techniques de logique floue pour repérer les cibles. Meraj peut suivre jusqu'à 200 cibles simultanément.
En novembre 2022, un nouveau missile pour le système Bavar-373 a été dévoilé, une amélioration de la famille des missiles sol-air longue et moyenne portée Sayyad, le Sayyad-4B, un missile à carburant solide jumelé au Bavar-373. Lors de sa présentation, il a été annoncé que ce nouveau missile possèderait une portée de plus de 300 km et d'une altitude d'engagement passant à 32 km au lieu des 27 km des précédents missiles, améliorant ses capacités antibalistiques, ce qui surpasserait les performances des S-300PMU2 anciennement acquis depuis la Russie et se rapprocherait plus du système S-400 russe en termes de portée d'engagement. La production de masse du nouveau missile a également été annoncée. Le nouveau radar a également subi des améliorations, passant d'une portée visuelle de 260 à 400 km vers une portée de 350 à 450 km.
Lors de la présentation du nouveau missile et du nouveau radar, le général de brigade de l'armée iranienne Alireza Sabahifard a déclaré que le Bavar-373 est capable de contrer les avions de chasse de cinquième génération qui possèdent une surface équivalente radar (SER, RCS) faible, donc peu observables (aéronefs furtifs ou peu observables tels que le chasseur F-35 ou le bombardier furtif B-2 Spirit par exemple).

## Caractéristiques
Bavar-373 dispose d'un radar d'acquisition en bande S pour la détection et d'un radar de contrôle de tir en bande X (à courte portée) pour le guidage des missiles. Les deux sont censés être des radars Array actifs à balayage électronique.
Selon les sources militaires iraniennes, le système peut détecter jusqu'à 300 cibles à la fois à une distance de 300 kilomètres, en traquant simultanément soixante d'entre elles et en engageant six, qu'il s'agisse d'avions ou de missiles balistiques. Une batterie de Bavar-373 comprend jusqu'à six lanceurs mobiles avec quatre missiles prêts à être lancés. Un camion servant de poste de contrôle et de commandement, et jusqu'à six lanceurs à quatre tubes positionnés verticalement pour chaque batterie. Le système utilise les missiles Sayyad-4.
Selon les officiels militaires iraniens, Bavar-373 est capable de détecter des cibles ou des avions à plus de 300 km, de verrouiller une cible à environ 250 km, et de la détruire à 200 km, y compris des avions furtifs mais à une portée plus courte. Il peut atteindre des cibles jusqu'à une altitude de 30 kilomètres.
Bavar-373 résiste à la guerre électronique et aux bombes électromagnétiques. De plus, ses radars sont capables de détecter des missiles antiradiations (ARM).

## Variantes
En Janvier 2022, l'Iran développe le AD-200, la version d'export du système Bavar-373.

## Opérateur
- Iran - Force de défense aérienne de la République islamique d'Iran